# Fastighetsmäklarinspektionen
Fastighetsmäklarinspektionen (FMI) är en svensk statlig förvaltningsmyndighet för frågor om registrering, tillsyn och disciplinära åtgärder som rör fastighetsmäklare och fastighetsmäklarföretag. Myndigheten sorterar under Finansdepartementet. Före den 1 augusti 2012 hette den Fastighetsmäklarnämnden.

## Verksamhet
Fastighetsmäklarinspektionen (FMI) ska i enlighet med fastighetsmäklarlagen (2021:516) och fastighetsmäklarförordningen (2021:518) 
- pröva ansökningar om registrering av fastighetsmäklare och fastighetsmäklarföretag samt att föra register över de fastighetsmäklare och fastighetsmäklarföretag som är registrerade, och
- utöva tillsyn över fastighetsmäklare och fastighetsmäklarföretag.[2]

Myndigheten ska därutöver 
- informera om frågor som rör registrering av och tillsyn över fastighetsmäklare och fastighetsmäklarföretag,
- informera om vad som gäller för fastighetsmäklarverksamheten, och
- främja utvecklingen av god fastighetsmäklarsed och praxis om fastighetsmäklarföretags skyldigheter.[3]

### Registrering
För att få arbeta som fastighetsmäklare i Sverige måste man vara registrerad hos Fastighetsmäklarinspektionen. Sedan 1 oktober 2003 gäller detta även dem som förmedlar enbart hyresrätter. Undantag från kravet på registrering finns dock, bland annat för advokater och för förmedling av vissa typer av hyresrätter.
För att bli registrerad krävs bland annat att den sökande är myndig, inte försatt i konkurs eller belagd med näringsförbud, har en tillfredsställande utbildning, är redbar och i övrigt lämplig som fastighetsmäklare samt att den sökande har en ansvarsförsäkring. Vad gäller utbildningskraven så utfärdar inspektionen föreskrifter om dessa.
Sedan 1 juli 2021 ska även de fastighetsmäklarföretag där fastighetsmäklare bedriver sin förmedlingsverksamhet vara registrerade hos Fastighetsmäklarinspektionen. FMI kontrollerar då även de personer som tillhör företagets ledning och ägare.

### Tillsyn och disciplinära åtgärder
Fastighetsmäklarinspektionen ska se till att fastighetsmäklare och fastighetsmäklarföretag i sin verksamhet iakttar de skyldigheter fastighetsmäklarlagen föreskriver. Den mäklare eller det företag som inte gör det kan få registreringen återkallad, vilket är liktydigt med yrkesförbud. Om det är tillräckligt, kan inspektionen i stället meddela en varning, erinran eller begäran om rättelse. Fastighetsmäklarinspektionens praxis i tillsynsärenden bidrar till att utveckla god fastighetsmäklarsed.
Fastighetsmäklarinspektionens avgöranden i tillsynsärenden finns publicerade i årsböcker (2000–2013). Från och med 2014 är samtliga beslut i disciplinnämnden sökbara på myndighetens webbplats via funktionen "Sök beslut". Besluten är avidentifierade, men med diarienummer synligt. Det framgår också om besluten har vunnit laga kraft eller har överklagats.
Fastighetsmäklarinspektionen avgör inte ekonomiska tvister. Skadeståndskrav mot mäklare och tvister om mäklarens ersättning prövas i allmän domstol (tingsrätt). Sådana krav kan även prövas av Fastighetsmarknadens Reklamationsnämnd.

## Organisation
Fastighetsmäklarinspektionen är en enrådighetsmyndighet.
Inom myndigheten finns ett särskilt beslutsorgan, Disciplinnämnden, som har till uppgift att avgöra ärenden som kan leda till en disciplinär påföljd för en mäklare eller ett företag – eller ärenden som är av principiellt intresse. Disciplinära påföljder är erinran, varning eller återkallelse av registrering. Nämnden kan också utfärda ett föreläggande om att göra rättelse.
Myndighetschefen ska utses till ledamot i Disciplinnämnden. Ordföranden och vice ordföranden ska vara jurister och ha domarerfarenhet.
FMI har cirka 30 anställda (december 2021).

## Historik
År 1947 tillkom en Kungl Kungörelse om frivillig auktorisation av fastighetsmäklare.   Stockholms Handelskammare ägde då rätt att auktorisera fastighetsmäklare. För erhållandet av auktorisation fordrades vanligen, att sökanden genomgått en korrespondenskurs på slutligen cirka 200 sidor jämte tentamina samt hade minst tre års praktisk erfarenhet.
Från 1984-07-01 påbörjade landets länsstyrelser en obligatorisk registrering av landets alla fastighetsmäklare. Sökande skulle senast 1986-07-01 uppvisa betyg på genomgången 270 timmars komvuxutbildning eller motsvarande. Nämnda datum avregistrerades cirka 300 fastighetsmäklare, som saknade formell utbildning.
Från1995-10-01 ersattes tidigare registreringar hos länsstyrelserna av en registrering hos den nybildade Fastighetsmäklarnämnden FMN, inrymd hos Kammarkollegiet på Riddarholmen i Stockholm. Nämndens förste ordförande blev Jörgen Beck-Friis. Myndighetens namn ändrades 2012-08-01 till Fastighetsmäklarinspektionen FMI.  Av alla sökanden som nyregistrerades efter 2002-01-07 krävdes högskoleutbildning. Utbildningskravet har successivt ökat till tvåårig högskoleutbildning vid någon av de åtta högskolor, som erbjuder sådan utbildning.
Myndigheten flyttade 2017-12-01 från Stockholm till Karlstad.